# Georg V. (Sayn-Wittgenstein-Berleburg)

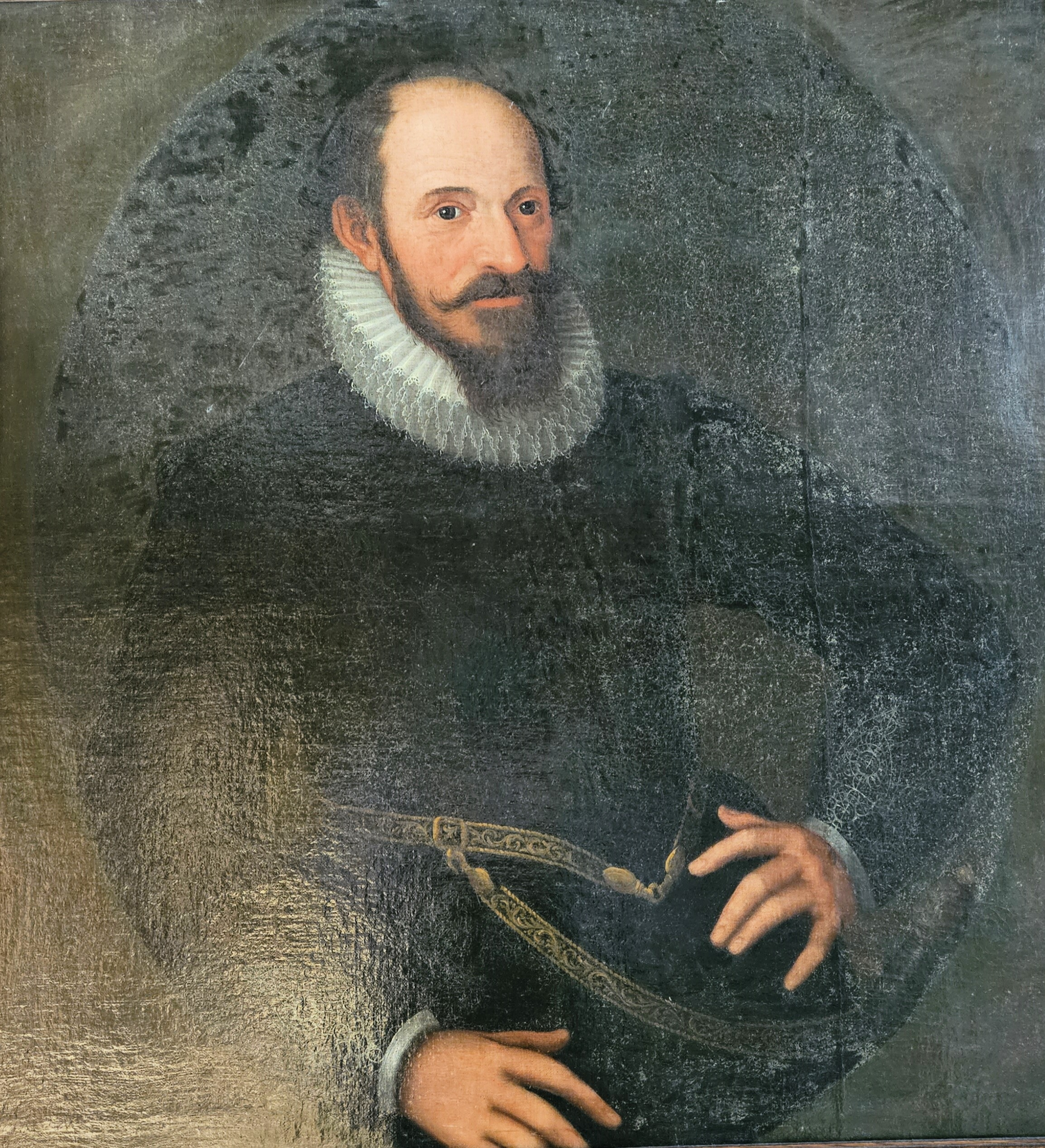
Georg V. Graf von Sayn zu Wittgenstein-Berleburg (1565–1631), unbek. Maler, ca. 1610, Provenienz: Schloss Berleburg.

Georg V. Graf von Sayn zu Wittgenstein-Berleburg (* 30. April 1565 auf Schloss Wittgenstein; † 16. Dezember 1631 auf Schloss Berleburg) regierte nach dem Testament seines Vaters die Nordgrafschaft von 1605 bis 1631 und begründete damit die Adelslinie Sayn-Wittgenstein-Berleburg.

## Leben
Georg V. war der älteste Sohn des Grafen Ludwig I., Graf von Sayn zu Wittgenstein (1532─1605) und seiner ersten Ehefrau, Anna geb. Gräfin zu Solms-Braunfels (1538─1565). Georg studierte zusammen mit seinen Brüdern Wilhelm und Ludwig an der Universität Marburg. Nach dem bereits 1601 vom Vater verfassten Testament bereitete dieser eine Landesteilung vor. Graf Georg V. erhielt 1605 den nördlichen Teil der Grafschaft Wittgenstein als Erbe, dazu die Freigrafschaft Züschen mit dem Medebacher Zehnt, die Herrschaften Neumagen an der Mosel, Homburg vor der Mark und das Haus Bruch. Entsprechend des Zentrums der Nordgrafschaft nannte sich diese Linie nunmehr Sayn-Wittgenstein-Berleburg. Georg profitierte von dem großzügigen Ausbau des Schlosses zu Zeiten seines Vaters. Eine Inventarliste von 1587 belegt insgesamt 64 Räumlichkeiten innerhalb der Schlossmauern, davon acht reine Wirtschaftsgebäude. Während der Regierungszeit des Grafen Georg V. begann der Dreißigjährige Krieg, der auch in der abgelegenen Region des Reiches in Form durchmarschierender Streitkräfte, Einquartierungen kaiserlicher Truppen des Generals Tilly, Fourage Lieferungen, Tributzahlungen, Überfällen und Pestausbrüchen deutlich spürbar war. Graf Georg stand dem mit seinen geringen Wachmannschaften machtlos gegenüber und äußerte gegenüber hilfesuchenden Untertanen im Jahr 1622, nunmehr seien fremde Soldaten die Herren im Land. Georg V. legte wie sein Vater großen Wert auf eine sorgfältige Ausbildung seiner potentiellen Nachfolger. Er schickte seine Söhne Ludwig Casimir und Ernst zum Studium nach Genf. Wegen der damals dort grassierenden Pest verbrachten die beiden Studenten zunächst ein Jahr in Lausanne. Obwohl ihr Prinzenbegleiter mehrfach darum bat, die Studien in Frankreich fortsetzen zu können, bestand Georg V. auf den Abschluss des Studiums in Genf, da die Söhne nicht nur „in etwas“ die französische Sprache lernen, sondern an der Wirkungsstätte Calvins religiöse und moralische Unterweisung erhalten sollten.

## Familie
Georg V. heiratete am 12. August 1596 seine erste Ehefrau Elisabeth (* 9. April 1572; † 28. März 1607), Tochter des Grafen Albrecht zu Nassau-Saarbrücken und seiner Ehefrau Anna, einer Gräfin zu Nassau-Dillenburg.  Eine große Gesellschaft Adliger traf zur Hochzeit auf Schloss Berleburg ein, deren Tross insgesamt 500 Pferde umfasste. Immerhin 300 Pferde konnte man im Schloss und im Schafhof unterstellen. Die restlichen Pferde erhielten Fourage und Stallungen in der Residenzstadt.
Aus der ersten Ehe gingen neun Kinder hervor, darunter Ludwig Casimir, der nach dem frühen Tod seines älteren Bruders zum Erbgrafen heranwuchs:
- Ludwig Albert (*/† 1597)[8]
- Ludwig Casimir (1598─1643)
- Ernst (1599─1649)
- Ludwig Albert (* 1600)
- Philipp (1601─1602)
- Elisabeth (1602─1678)
- Anna Magdalena (1603─1684)
- Georg (1605–1680); er heiratete 1647 nach der Ermordung seines älteren Bruders Ludwig Casimir dessen Witwe[9]
- Otto (1606─1621). Am 28. März 1607 starb Gräfin Elisabeth an den Folgen der letzten Geburt. Der letztgeborene Sohn Otto starb im Alter von 15 Jahren.

Seine zweite Ehe schloss Graf Georg V. am 7. November 1608 mit Maria Juliane (* 8. April 1592; † 18. April 1648), einer geborenen Gräfin zu Nassau-Dillenburg, Tochter des Georg zu Nassau-Dillenburg. Mit ihr bekam Georg V. noch acht weitere Kinder:
- Philipp (1609–1636)
- Wilhelm (* 1610)
- Johannes (1611–1632)
- Wilhelm (1613–1641)
- Philipp (* 1615)
- Bernhard (* 1622; † 13. Dezember 1675), späterer Graf zu Sayn-Wittgenstein-Neumagen.
- Amalie (* 1623)
- Christine (* 1625)

Graf Georg V., der Begründer der Stammlinie Sayn-Wittgenstein-Berleburg, starb am 16. Dezember 1631 im Alter von 66 Jahren in seiner Residenz, Schloss Berleburg.